# Шадрінська
Ша́дрінська (рос. Шадринская) — присілок у складі Опарінського району Кіровської області, Росія. Входить до складу Стрільського сільського поселення.
Населення становить 13 осіб (2010, 25 у 2002).
Національний склад станом на 2002 рік — росіяни 100 %.